# بايرون جي. ماثيوز
بايرون جي. ماثيوز هو سياسي أمريكي، ولد في 30 أغسطس 1928 في نيوبوريبورت في الولايات المتحدة. نشط حزبياً في الحزب الجمهوري.